# Mavdar
Mavdar (persiska: Māvdar, Māvdār, ماودر, مودر) är en ort i Iran.   Den ligger i provinsen Khorasan, i den östra delen av landet, 600 km öster om huvudstaden Teheran. Mavdar ligger 1 567 meter över havet och antalet invånare är 143.
Terrängen runt Mavdar är kuperad österut, men västerut är den bergig.  Trakten runt Mavdar är nära nog obefolkad, med mindre än två invånare per kvadratkilometer. Närmaste större samhälle är Eşfahak, 11,6 km sydväst om Mavdar. Trakten runt Mavdar är ofruktbar med lite eller ingen växtlighet.